# De wolf en de mens
De wolf en de mens is een sprookje uit Kinder- und Hausmärchen, de verzameling van de gebroeders Grimm, met als nummer KHM72. De oorspronkelijke naam is Der Wolf und der Mensch.

## Het verhaal
Een vos vertelt aan de wolf hoe sterk de mens is, alleen met listen kunnen ze zich staande houden tegenover de mens. De wolf wil op een mens afstormen als hij er een te zien krijgt en de vos belooft hem de volgende dag één te tonen. Ze gaan naar een pad waar elke dag een jager loopt en ze zien een oude soldaat. De vos zegt dat dit ooit een mens is geweest.
Daarna komt een klein jongetje en de vos zegt dat dit nog een mens moet worden. Dan komt een jager met een dubbelloopsgeweer op de rug en de hartsvanger op zij. De vos zegt dat dit een mens is en gaat snel naar zijn hol. De wolf stormt op de jager af en deze schiet hagel in zijn gezicht. Nogmaals valt de wolf aan en wordt opnieuw beschoten met hagel. De wolf valt opnieuw aan en wordt geraakt door de hartsvanger.
Hij rent bloedend naar de vos en vertelt dat de jager in een stok blies, waarna zijn neus ging kriebelen. Daarna blies hij nogmaals en het leek op bliksem en hagel en daarna trok de jager een blanke rib uit zijn lijf en ranselde de wolf daarmee af. De vos zegt dan dat de wolf een opschepper is, omdat hij de bijl zover gooit dat hij hem niet meer terug kan halen.

## Achtergronden bij het verhaal
- Het sprookje komt uit de omgeving van Paderborn.
- Waarschijnlijk gebaseerd op de fabels van Aesopus (620 v.Chr. – 560 v.Chr.) (de boogschutter en de leeuw).
- Er bestaat een variant waarin de mens een huzaar te paard is, en ook één waarin een onervaren leeuw de mens aanvalt.
- In Kinder- und Hausmärchen zijn nog vele soortgelijke verhalen opgenomen, zoals De vos en de moeder van zijn petekind (KHM74), De vos en de kat (KHM75), De vos en de ganzen (KHM86) en vele andere.
- De wolf als listig dier komt ook voor in De wolf en de zeven geitjes (KHM5), Roodkapje (KHM26) en De wolf en de vos (KHM73).
- Het waarnemen van de wolf toont de mens als wezens met goddelijke macht, bliksem was het teken van Zeus en Thor. De rib uit het lijf herinnert aan Genesis.